# Iglesia de San Juan Evangelista (Rávena)
La iglesia de San Juan Evangelista es una de las iglesias más antiguas de Rávena. Fue construida en el siglo V a instancias de Gala Placidia, regente del futuro emperador Valentiniano III. 

## Historia
Gala Placidia había sido exiliada a Constantinopla por su medio hermano Honorio, emperador romano de Occidente. Después de la muerte de éste —en 423— la emperatriz regresó a Rávena con sus dos hijos: Honoria y el futuro emperador Valentiniano III. Durante el viaje marítimo desde Constantinopla a Rávena, la nave fue sorprendida por una fuerte tormenta. Gala Placidia hizo voto de construir una iglesia dedicada a Juan el Evangelista si tocaban tierra sanos y salvos.

## La basílica
La construcción comenzó en 425 y terminó en 434, situada en los terrenos de la residencia imperial. La basílica —de 49 metros por 22 metros en su interior— consta de una nave central y una nave lateral a cada lado, iluminadas por ventanas. Las primitivas naves laterales eran más cortas que las actuales, al ir cortadas por un nártex —actualmente desaparecido— con arcadas muy amplias. El nártex al parecer era tripartito, y con cámaras auxiliares a ambos lados. El ábside es poligonal exteriormente y semicircular interiormente, y debía de tener tres ventanas, ya que la arquería actual posiblemente sea posterior. A cada lado del ábside existen sendas estructuras, que debieron formar un pastoforio, con el diaconicón a la derecha y la prótesis a la izquierda.
Las naves laterales están separadas de la principal por dos filas de doce columnas cada una, más bajas en el área del coro, lo que revela el nivel original del terreno. Las columnas son de mármol gris y tienen capiteles romanos coronados con pulvinos en forma de pirámide truncada invertida. Sobre ellos se apoyan los bloques de piedra originales, considerados los más antiguos de Rávena. Dos cámaras independientes a ambos lados de las naves laterales serían quizás unos martyria.
Alrededor del año 1000, la iglesia devino la sede de una comunidad de monjes benedictinos que construyeron un monasterio junto a ella. En el siglo XIV la iglesia y el monasterio fueron reformados en estilo gótico. De esa intervención queda el portal de entrada, con un arco apuntado de mármol, bellamente decorado. En el Renacimiento, los Canónigos regulares de la Congregación del Salvator se establecieron en el monasterio. En 1798 —durante la República Romana— la orden monástica fue suprimida y el monasterio fue confiscado por los franceses. Tras el paréntesis napoleónico, el arzobispo Antonio Codronchi, compró la iglesia y el monasterio. Con motivo de la celebración del centenario de Dante Alighieri —en 1921— la iglesia fue restaurada a su forma primitiva.
El 21 y 24 de agosto de 1944, durante la Segunda Guerra Mundial, la iglesia fue dañada por bombardeos angloamericanos, dirigidos a la cercana estación ferroviaria. Acabada la guerra, fue diligentemente restaurada. Una columnata cuadrada en el lado sur fue reemplazada por un muro, completamente renovado en 1959. Con todo, se han conservado —restauradas cuando era necesario— considerables partes del siglo V: las paredes exteriores de las naves laterales y sus ventanas, las columnas y sus capiteles, así como el nivel primitivo del edificio.

## Los mosaicos
Lamentablemente, los mosaicos del siglo V del interior fueron substituidos en 1568, pero los conocemos por dibujos previamente realizados y por el testimonio de Giovan Girolamo de' Rossi. El arco triunfal antes del ábside estaba cubierto de inscripciones y retratos, como un despliegue de propagada imperial. La dedicación de Gala Placidia ocupaba el semicírculo del arco, por encima de retratos de miembros de las dinastías Valentiniana y Constantiniana. Encabezando el lado izquierdo figuraban Valentiniano I y Graciano, mientras que a la derecha aparecían Constantino I, Teodosio I, Arcadio, Honorio y Constancio III. Por debajo de ellos, estaban los dos hermanos de Gala: Graciano y Juan —muertos siendo niños— y Teodosio, hijo de su matrimonio con Ataúlfo. En la pared del ábside figuraba Pedro Crisólogo, que tenía a un lado a Teodosio II y su esposa Elia Eudoxia, y en el otro a Arcadio y su esposa Eudoxia. Por encima de estos retratos figuraban imágenes religiosas, como los evangelistas y Cristo en majestad, así como inscripciones relatando cómo san Juan había socorrido a Gala Placidia.
En 1213, se colocaron mosaicos en el suelo de la basílica, reflejando varios temas: épicos, legendarios, batallas navales o episodios de las Cruzadas. En el siglo XVIII estos mosaicos se hallaban ocultos bajo el suelo. Encontrados en 1736, fueron extraídos y reensamblados en paneles cuadrangulares. A partir de 1763 se colocaron a lo largo de ambas naves laterales, donde se hallan hoy en día.

## El campanario
El campanario —construido entre el siglo X y el siglo XIV— tiene 42 metros de altura. Sobrevivió a los bombardeos casi sin daños. A lo largo del tiempo, se ha inclinado ligeramente hacia el norte, como consecuencia de la subsidencia del terreno.